# 伊什特萬三世

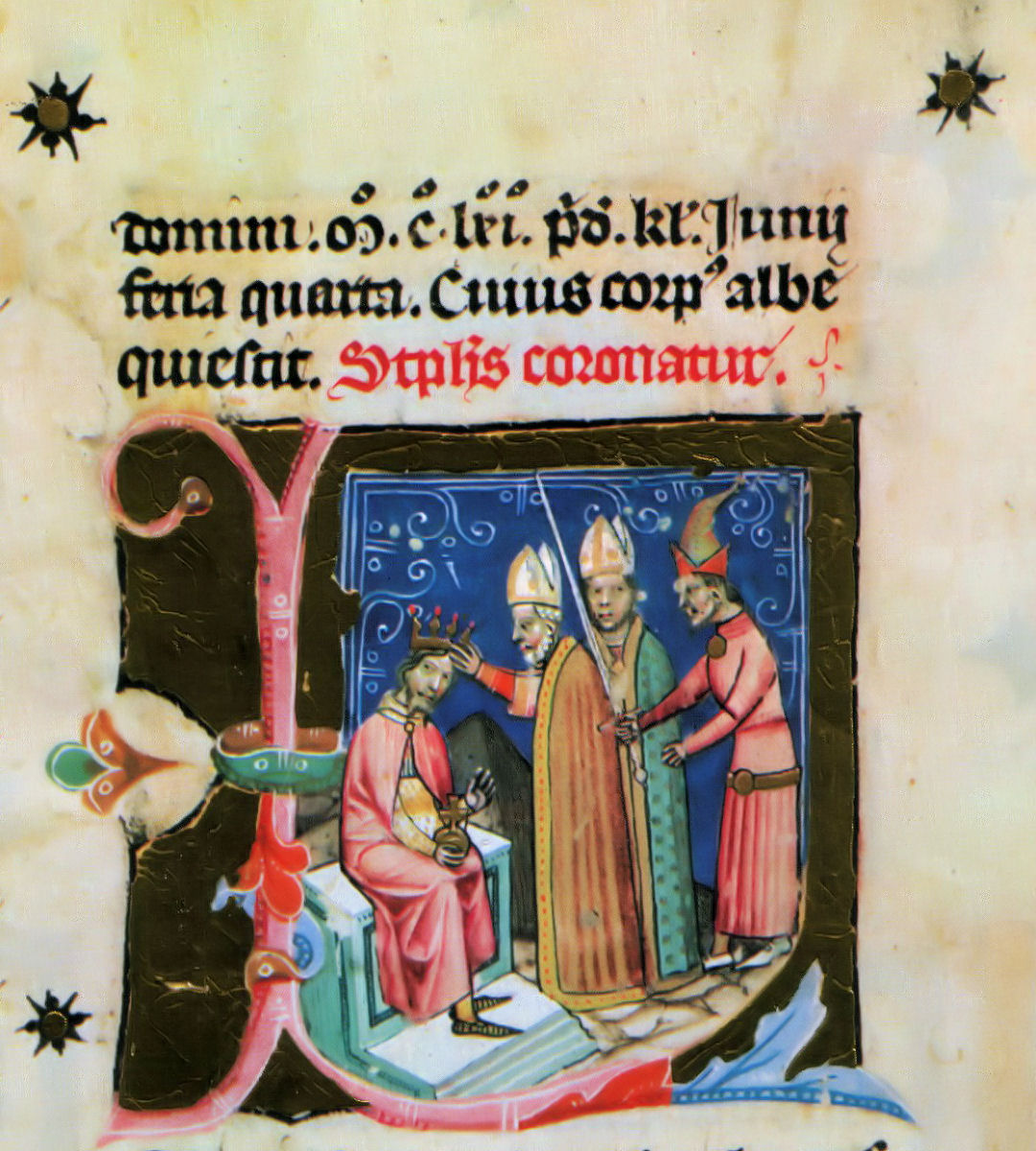
描繪在匈牙利編年史中的伊什特萬三世

伊什特萬三世（匈牙利語：István；1147年—1172年3月4日），阿爾帕德王朝匈牙利及克羅地亞國王（1162年—1172年在位）。蓋薩二世與其妻子基輔的歐芙洛緒涅的長子，貝拉三世的兄長。

## 早年
1147年夏天，正當十字軍東征經過匈牙利時出生，法國國王路易七世為他施洗。1157年，蓋薩二世的三弟伊什特萬得到舅父別勞許支持，意圖推翻蓋薩二世。當蓋薩二世平定此次叛亂，伊什特萬出逃至神聖羅馬帝國投靠腓特烈一世，蓋薩二世派出使者承諾襄助神聖羅馬帝國出兵米蘭公國，以換取他不支持伊什特萬。伊什特萬只好逃至君士坦丁堡。1159年，二弟拉斯洛亦意圖推翻蓋薩二世。

## 統治期間

### 王位爭奪戰（1162年–1164年）
1162年，蓋薩二世逝世，由伊什特萬三世繼承王位，當時只得15歲。拜占庭帝國科穆寧王朝的皇帝曼努埃爾一世賄賂匈牙利的領主們支持蓋薩二世的三弟伊什特萬，但是匈牙利的領主們並不希望受曼努埃爾一世操控的伊什特萬繼承王位，傾向支持兄長拉斯洛二世繼位。拉斯洛遂繼承王位。伊什特萬三世加冕六星期後，他的黨羽於考普堡大敗，伊什特萬三世被迫出逃奧地利。
1162年7月，洛喬-凱奇凱梅特主教為拉斯洛二世加冕。拉斯洛二世於1163年1月14日逝世，其弟伊什特萬四世繼承王位。
伊什特萬四世得不到匈牙利領主們的支持，他們密謀推翻伊什特萬四世，並請伊什特萬三世回國復位。伊什特萬四世知悉後，曼努埃爾一世立即於同年3月派兵到匈牙利。然而，有消息傳出皇家衛隊已穩定伊什特萬四世的王位，所以將拜占庭援軍送回。但是 當拜占庭援軍出了匈牙利邊境，一場叛亂爆發，年青的伊什特萬三世得到神聖羅馬帝國皇帝腓特烈一世的批准帶領德意志僱傭兵及一班叛亂的領主發動推翻伊什特萬 四世的政變，一場決戰於1163年6月19日於塞克什白堡進行，伊什特萬四世大敗並被俘。伊什特萬三世聽從艾斯特根主教盧卡奇的建議，釋放叔父伊什特萬四世，並將他逐出匈牙利。

### 出兵拜占庭（1164年–1167年）
當伊什特萬四世被逐出匈牙利後，他到了拜占庭帝國與曼努埃爾一世見面，伊什特萬四世提議曼努埃爾一世支持他回國復位，曼努埃爾一世首肯，他不單提供金錢援助，亦動員準備出兵匈牙利。可惜不久，曼努埃爾一世意識到伊什特萬四世是不可能再度統治匈牙利，所以他與年輕的伊什特萬三世於貝爾格萊德議和，伊什特萬三世不惜割地以換取曼努埃爾一世不再支持其叔父回國復位。伊什特萬三世很快便破壞和約，伊什特萬四世當時身在波摩萊，他迅即得到附近地區的原居民支持，與曼努埃爾一世一同出兵入侵匈牙利。伊什特萬三世此時得到國外的軍事協助，迫使曼努埃爾一世與他再簽訂和約，承諾不再支持其叔父回國復位。
1165年春天，伊什特萬三世再次破壞和約，入侵拜占庭帝國，伊什特萬四世被迫退到澤蒙城堡。伊什特萬三世圍攻城堡，有傳言圍攻軍隊收買伊什特萬四世的黨羽毒害伊什特萬四世，伊什特萬四世最终於1165年4月11日暴斃，城堡轉眼間被攻陷。同年6月，拜占庭帝國策動反攻，曼努埃爾一世率軍收復澤蒙，另一支拜占庭軍隊進攻波斯尼亞及達爾馬提亞。威尼斯共和國趁機收復扎達爾。伊什特萬三世只好再與拜占庭帝國訂下和約，放棄波斯尼亞及達爾馬提亞。
1166年春天，匈牙利宮相丹尼爾率軍再次入侵拜占庭帝國。匈牙利軍隊打敗了拜占庭帝國守軍，並佔領了波斯尼亞地區（除了澤蒙）。曼努埃爾一世派遣三支軍隊迎戰，第一支軍隊由伊什特萬三世之弟貝拉率領，沿多瑙河守備。另外兩支軍隊入侵外西凡尼亞，造成匈牙利東部重大傷害，伊什特萬三世又一次被迫議和，由奧地利藩侯亨利二世的妻子西奧多拉·科穆寧（曼努埃爾一世的侄女）推動和議。1166年未，伊什特萬三世迎娶了亨利二世的女兒艾格妮絲。同時，因為其弟貝拉要求匈牙利王位，匈牙利再次入侵達爾馬提亞，並俘獲其總督。1167年，曼努埃爾一世再次出兵，雖然得到外父亨利二世的幫助，仍於7月8日匈牙利軍隊被拜占庭軍隊全滅。伊什特萬三世只好放棄蓋薩二世留下的波斯尼亞及達爾馬提亞，以達成和議。
1172年3月4日，伊什特萬三世逝世，傳言被毒害致死，葬於埃斯泰爾戈姆。匈牙利貴族邀請其弟貝拉三世回國即位。
| 伊什特萬三世 阿爾帕德王朝出生于：1147年逝世於：1172年3月4日 | 伊什特萬三世 阿爾帕德王朝出生于：1147年逝世於：1172年3月4日 | 伊什特萬三世 阿爾帕德王朝出生于：1147年逝世於：1172年3月4日 |
| 統治者頭銜                                                  | 統治者頭銜                                                  | 統治者頭銜                                                  |
| ----------------------------------------------------------- | ----------------------------------------------------------- | ----------------------------------------------------------- |
| 前任者： 蓋薩二世                                           | 匈牙利國王 1163年–1172年                                    | 繼任者： 貝拉三世                                           |